# Francisco (satelit)
Francisco este cel mai interior satelit neregulat al lui Uranus.
Francisco a fost descoperit de Matthew J. Holman⁠(d), et al. și Brett J. Gladman⁠(d), et al. în 2003 din poze făcute în 2001 și a primit denumirea provizorie S/2001 U 3. Confirmat ca Uranus XXII, a fost numit după un lord din piesa Furtuna a lui William Shakespeare. 

Animație a orbitei lui Francisco în jurul lui Uranus.
Uranus
Sycorax
Francisco
Caliban
Stephano
Trinculo